# Галаси
Галаси (укр. Галасі) — село в Жолковской городской общине Львовского района Львовской области Украины.
Население по переписи 2001 года составляло 49 человек. Занимает площадь 3,40 км². Почтовый индекс — 80344.